# Akkol
Akkol (en kazajo: Ақкөл, Aqköl) es una ciudad del norte de Kazajistán. Se sitúa a unos 100 km (kilómetros) al norte de la capital nacional, Astaná. La ciudad es el centro administrativo del distrito de Akkol, dentro de la provincia de Akmolá, y tiene una población de 30 230 habitantes (2007). La mayoría de la población es de etnia kazaja y rusa; también hay minorías de ucranianos y alemanes. Su antenrior nombre fue Alexeyevka.